# Temporada 1989-90 de los Portland Trail Blazers
La temporada 1989-90 fue la vigésima de los Portland Trail Blazers en la NBA. La temporada regular acabó con 59 victorias y 23 derrotas, ocupando el tercer puesto de la conferencia Oeste, clasificándose para los playoffs, en los que alcanzaron las Finales, en las que cayeron ante Detroit Pistons.

## Elecciones en elDraft
| Ronda | Puesto | Jugador           | Posición  | Nacionalidad   | Universidad |
| ----- | ------ | ----------------- | --------- | -------------- | ----------- |
| 1     | 22     | Byron Irvin       | G         | Estados Unidos | Missouri    |
| 2     | 36     | Clifford Robinson | Ala-Pívot | Estados Unidos | Connecticut |

## Temporada regular
| División Pacífico        | División Pacífico | División Pacífico | División Pacífico | División Pacífico | División Pacífico | División Pacífico | División Pacífico | División Pacífico |
| Equipo                   | G                 | P                 | %                 | PD                | Casa              | Fuera             | Div               |                   |
| ------------------------ | ----------------- | ----------------- | ----------------- | ----------------- | ----------------- | ----------------- | ----------------- | ----------------- |
| y-Los Angeles Lakers     | 63                | 19                | .768              | –                 | 37–4              | 26–15             | 22–6              |                   |
| x-Portland Trail Blazers | 59                | 23                | .720              | 4                 | 35–6              | 24–17             | 20–8              |                   |
| x-Phoenix Suns           | 54                | 28                | .659              | 9                 | 32–9              | 22–19             | 20–8              |                   |
| Seattle SuperSonics      | 41                | 41                | .500              | 22                | 30–11             | 11–30             | 11–17             |                   |
| Golden State Warriors    | 37                | 45                | .451              | 26                | 27–14             | 10–31             | 11–17             |                   |
| Los Angeles Clippers     | 30                | 52                | .366              | 33                | 20–21             | 10–31             | 7–21              |                   |
| Sacramento Kings         | 23                | 59                | .280              | 40                | 16–25             | 7–34              | 7–21              |                   |

## Playoffs

### Primera ronda
Portland Trail Blazers  vs. Dallas Mavericks
| Fecha       | Partido                                          | Ciudad   |
| ----------- | ------------------------------------------------ | -------- |
| 26 de abril | Portland Trail Blazers 109, Dallas Mavericks 102 | Portland |
| 28 de abril | Portland Trail Blazers 114, Dallas Mavericks 107 | Portland |
| 1 de mayo   | Dallas Mavericks 92, Portland Trail Blazers 106  | Dallas   |
|             | Portland Trail Blazers gana las series 3-0       |          |

### Semifinales de Conferencia
Portland Trail Blazers vs. San Antonio Spurs 
| Fecha      | Partido                                           | Ciudad      |
| ---------- | ------------------------------------------------- | ----------- |
| 5 de mayo  | Portland Trail Blazers 107, San Antonio Spurs 94  | Portland    |
| 8 de mayo  | Portland Trail Blazers 122, San Antonio Spurs 112 | Portland    |
| 10 de mayo | San Antonio Spurs 121, Portland Trail Blazers 98  | San Antonio |
| 12 de mayo | San Antonio Spurs 115, Portland Trail Blazers 105 | San Antonio |
| 15 de mayo | Portland Trail Blazers 138, San Antonio Spurs 132 | Portland    |
| 17 de mayo | San Antonio Spurs 112, Portland Trail Blazers 97  | San Antonio |
| 19 de mayo | Portland Trail Blazers 108, San Antonio Spurs 105 | Portland    |
|            | Portland Trail Blazers gana las series 4-3        |             |

### Finales de conferencia
Portland Trail Blazers vs. Phoenix Suns 
| Fecha      | Partido                                      | Ciudad   |
| ---------- | -------------------------------------------- | -------- |
| 21 de mayo | Portland Trail Blazers 100, Phoenix Suns 98  | Portland |
| 23 de mayo | Portland Trail Blazers 108, Phoenix Suns 107 | Portland |
| 25 de mayo | Phoenix Suns 123, Portland Trail Blazers 89  | Phoenix  |
| 24 de mayo | Phoenix Suns 119, Portland Trail Blazers 107 | Phoenix  |
| 29 de mayo | Portland Trail Blazers 120, Phoenix Suns 114 | Portland |
| 24 de mayo | Phoenix Suns 109, Portland Trail Blazers 112 | Phoenix  |
|            | Portland Trail Blazers gana las series 4-2   |          |

### Finales de la NBA
Detroit Pistons vs. Portland Trail Blazers
| Fecha       | Partido                                         | Ciudad      |
| ----------- | ----------------------------------------------- | ----------- |
| 5 de junio  | Detroit Pistons 105, Portland Trail Blazers 99  | Detroit     |
| 7 de junio  | Detroit Pistons 105, Portland Trail Blazers 106 | Detroit     |
| 10 de junio | Portland Trail Blazers 106, Detroit Pistons 121 | Portland    |
| 12 de junio | Portland Trail Blazers 109, Detroit Pistons 112 | Portland    |
| 14 de junio | Portland Trail Blazers 90, Detroit Pistons 92   | Los Ángeles |
|             | Detroit Pistons gana las finales 4-1            |             |

## Estadísticas
| Rk | Jugador           | Edad | P  | PT | MP   | TC  | TCI  | %TC  | T3  | T3I | %T3  | TL  | TLI | %TL  | RO  | RD  | RT  | AS  | RB  | TAP | BP  | FP  | PTS  |
| -- | ----------------- | ---- | -- | -- | ---- | --- | ---- | ---- | --- | --- | ---- | --- | --- | ---- | --- | --- | --- | --- | --- | --- | --- | --- | ---- |
| 1  | Clyde Drexler     | 27   | 73 | 73 | 36.8 | 9.2 | 18.6 | .494 | 0.4 | 1.5 | .283 | 4.6 | 5.9 | .774 | 2.8 | 4.1 | 6.9 | 5.9 | 2.0 | 0.7 | 2.6 | 3.0 | 23.3 |
| 2  | Terry Porter      | 26   | 80 | 80 | 34.8 | 5.6 | 12.1 | .462 | 1.1 | 3.0 | .374 | 5.3 | 5.9 | .892 | 0.7 | 2.7 | 3.4 | 9.1 | 1.9 | 0.1 | 3.1 | 1.9 | 17.6 |
| 3  | Jerome Kersey     | 27   | 82 | 82 | 34.7 | 6.3 | 13.2 | .478 | 0.0 | 0.2 | .150 | 3.3 | 4.8 | .690 | 3.1 | 5.4 | 8.4 | 2.3 | 1.5 | 0.8 | 1.8 | 3.7 | 16.0 |
| 4  | Buck Williams     | 29   | 82 | 82 | 34.2 | 5.0 | 9.2  | .548 | 0.0 | 0.0 | .000 | 3.5 | 5.0 | .706 | 3.0 | 6.7 | 9.8 | 1.4 | 0.8 | 0.5 | 2.0 | 3.5 | 13.6 |
| 5  | Kevin Duckworth   | 25   | 82 | 82 | 30.0 | 6.7 | 14.0 | .478 | 0.0 | 0.0 |      | 2.8 | 3.8 | .740 | 2.2 | 4.0 | 6.2 | 1.1 | 0.4 | 0.4 | 2.1 | 3.3 | 16.2 |
| 6  | Clifford Robinson | 23   | 82 | 0  | 19.1 | 3.6 | 9.2  | .397 | 0.1 | 0.5 | .273 | 1.7 | 3.1 | .550 | 1.3 | 2.4 | 3.8 | 0.9 | 0.6 | 0.6 | 1.6 | 2.8 | 9.1  |
| 7  | Danny Young       | 27   | 82 | 8  | 17.0 | 1.7 | 4.0  | .421 | 0.2 | 0.7 | .271 | 1.1 | 1.4 | .813 | 0.4 | 1.1 | 1.5 | 2.8 | 1.0 | 0.0 | 1.0 | 1.0 | 4.7  |
| 8  | Wayne Cooper      | 33   | 79 | 0  | 14.9 | 1.7 | 3.8  | .454 | 0.0 | 0.0 | .000 | 0.3 | 0.5 | .641 | 1.5 | 2.8 | 4.3 | 0.6 | 0.2 | 1.2 | 0.5 | 2.7 | 3.8  |
| 9  | Dražen Petrović   | 25   | 77 | 0  | 12.6 | 2.7 | 5.5  | .485 | 0.4 | 1.0 | .459 | 1.8 | 2.1 | .844 | 0.6 | 0.8 | 1.4 | 1.5 | 0.3 | 0.0 | 1.2 | 1.7 | 7.6  |
| 10 | Byron Irvin       | 23   | 50 | 2  | 9.8  | 1.9 | 4.1  | .473 | 0.1 | 0.3 | .357 | 1.2 | 1.8 | .670 | 0.6 | 0.9 | 1.5 | 0.9 | 0.6 | 0.0 | 0.8 | 0.8 | 5.2  |
| 11 | Mark Bryant       | 24   | 58 | 0  | 9.7  | 1.2 | 2.6  | .458 | 0.0 | 0.0 |      | 0.5 | 0.9 | .560 | 0.9 | 1.6 | 2.5 | 0.2 | 0.3 | 0.2 | 0.4 | 1.6 | 2.9  |
| 12 | Robert Reid       | 34   | 12 | 1  | 7.1  | 1.1 | 2.8  | .394 | 0.1 | 0.3 | .333 | 0.3 | 0.7 | .500 | 0.1 | 0.6 | 0.7 | 0.7 | 0.2 | 0.2 | 0.1 | 1.4 | 2.6  |
| 13 | Nate Johnston     | 23   | 15 | 0  | 4.9  | 0.9 | 2.5  | .378 | 0.0 | 0.2 | .000 | 0.5 | 0.7 | .636 | 0.7 | 0.7 | 1.4 | 0.1 | 0.2 | 0.5 | 0.3 | 0.7 | 2.3  |

## Galardones y récords
| Jugador       | Galardón                              |
| Clyde Drexler | 3er Mejor quinteto de la NBA All-Star |